# Jean Mistler
Jean Mistler (Sorèze Tarn, 1897. szeptember 1. – Párizs, 1988. november 11.) francia író és politikus, a Francia Akadémia tagja.

## Életpályája
Az apja révén elzászi származású, anyja révén a helyi d’Auriol családhoz tartozó Mistler Sorèze-ben folytatott tanulmányai után a nevezetes párizsi Henri IV gimnáziumba járt, ahol egyik tanára az ismert filozófus, Alain volt. 1916-ban besorozták katonának, a háborúban lövészként szolgált és meggyőződéses pacifista vált belőle.
1919-ben bejutott Franciaország egyik legrangosabb egyetemére, az École normale supérieure-re, ahol a következő évben évfolyamelsőként végzett német tanári szakon.
A tanítás helyett a diplomáciai pályát választotta. A francia külügyminisztérium Magyarországra, a francia követségre küldte, ahol kulturális attaséként szolgált 1921 és 1925 között. Ezzel egyidőben tanárként is dolgozott a Budapesti Tudományegyetemen. 1925-ben visszatért Párizsba és külügyminisztériumi osztályvezető lett.

## Munkássága
Írói pályáját budapesti tartózkodása alatt kezdte. Châteaux en Bavière című regénye 1925-ben jelent meg a Calmann-Lévy kiadónál, és még ugyanebben az évben elkészült a magyar változata is a Genius kiadásában, A múlt szerelmese címen, Révay József fordításában. A kötetről Gyergyai Albert írt kritikát a Nyugatban.
1926-ban jelennek meg első irodalomtörténeti tanulmányai, és 1929-ben megint a Calmann-Lévy adja ki második regényét, Ethelka címmel. A kötet belső datálása szerint ezt 1924 őszén, még Budapesten írta, és 1928-ban Versailles-ban véglegesítette.
Az Ethelka 1920 és 1924 között játszódik Magyarországon, főbb szereplői az elején 22 éves, de már elvált Pallay Etelka, hűséges udvarlója, Terffy Andor hadnagy és a budapesti francia követségre frissen érkezett Pierre Dumay. A feltehetően önéletrajzi elemekből is táplálkozó regény korántsem egyszerű szerelmi háromszög-történet: a társadalmi pozíciójukat elvesztett, ingatag vagyoni helyzetbe került, személyes és politikai szenvedélyeikben is meghasonló magyaroktól helyenként zavaró távolságot tartó, helyenként szomorúan megértő francia szerző-szemlélő pillanatfelvétele a trianoni sokk utáni útkeresésről mindenképpen érdekes olvasmány egy szemtanútól.
1928-ban Mistler radikális-szocialista jelöltként az Aude megyei Castelnaudary képviselője lett a nemzetgyűlésben, majd 1932-ben és 1936-ban is újraválasztották. Friss képviselőként a külügyi és a repülésügyi bizottság tagja lett, majd 1931-ben már a művészetekért felelős helyettes államtitkár.
1932-től Castelnaudary polgármestere és postaügyi miniszter. Nagy zenekedvelő, aki énekesként már budapesti tartózkodása alatt is fellépett a Szép Helénában, az ő nevéhez fűződik 1934-ben a francia rádió szimfonikus zenekarának a létrehozása, csakúgy, mint a rádió országos hálózatának a kiépítése. Még ugyanebben az évben tárcát vált, és a Daladier-kormány bukásáig kereskedelmi miniszter, majd 1936 és 1940 között a külügyi bizottság elnöke. Erőfeszítései mindvégig a belső és a nemzetközi béke megőrzésére irányultak. 1939-ben kezdeményezte, hogy a Nemzetek Szövetsége ítélje el Finnország szovjet megszállását.
A német megszállás után a választási bizottság elnökeként Mistler nyújtotta be az 1940. július 11-én Vichy-ben ülésező francia nemzetgyűlés elé a Pétain marsallnak egy új alkotmány kidolgozására teljhatalmat biztosító törvénytervezetet. 1941-ben a Vichy-kormány által kinevezett 213 tagú Nemzeti Tanács tagja.
1942 júniusában még vendégül látta Castelnaudaryban Pétaint, ám rá egy hónapra lemondott minden megbízatásáról, visszavonult a politikától és Párizsba költözött, hogy megújult erővel vesse bele magát az irodalomba. A felszabadulás után az 1940-es szavazata miatt a radikális párt törölte tagjai közül.
1944-től az Editions du Rocher könyvkiadó igazgatója, majd 1947 és 1960 között a francia külügyminisztérium égisze alatt működő, a francia könyvek külföldi kiadásával és terjesztésével foglalkozó Maison du Livre français vezetője, és 1954-től a L’Aurore című napilap zenekritikusa. 1964-ben az Hachette kiadónál lett irodalmi igazgató, majd 1966-ban tagjai közé választotta a Francia Akadémia.
1973-ban az Akadémia örökös titkárává választották, amely tisztségről egészségi okokból 1985-ben mondott le. 1984-ben jelent meg önéletrajzi története Le jeune homme qui rôde címen.
Jean Mistler 1988-ban hunyt el. Szülővárosában, a d’Auriol család kriptájában temették el.

## Magyarul
- A múlt szerelmese; ford. Révay József; Genius, Bp., 1925 (Új termés)